# Aeroportul Internațional Mexico City
Aeroportul Internațional Mexico City (IATA: MEX, ICAO: MMMX) este un aeroport din Venustiano Carranza⁠(d), Ciudad de México, Mexic ce deservește zona Ciudad de México. Aeroportul a fost tranzitat în 2022 de 46.258.521 de pasageri. A fost deschis în 1952 și numit după zona deservită.
Situat la o altitudine de 2.230 m, aeroportul dispune de 2 piste. Este operat de Aeropuertos y Servicios Auxiliares⁠(d).

## Infrastructură

### Piste
Aeroportul dispune de 2 piste. Pista 05L/23R are suprafața de asfalt și dimensiunile 3.963 m × 45 m. Pista 05R/23L are suprafața de asfalt și dimensiunile 3.985 m × 45 m. 

### Terminale
Aerogara are în componență 2 terminale, Terminal 1⁠(d) și Terminal 2⁠(d). 